# Terminal méthanier de Montoir-de-Bretagne
 
Le terminal méthanier de Montoir-de-Bretagne est l'un des quatre terminaux méthaniers actuellement en service en France. Infrastructure du Grand port maritime de Nantes-Saint-Nazaire, il est exploité par Elengy,  filiale du groupe Engie. Il s'agit d'un site industriel classé Seveso 2. Le terminal méthanier de Montoir-de-Bretagne est le premier site industriel français à atteindre le niveau de qualification ISRS7.

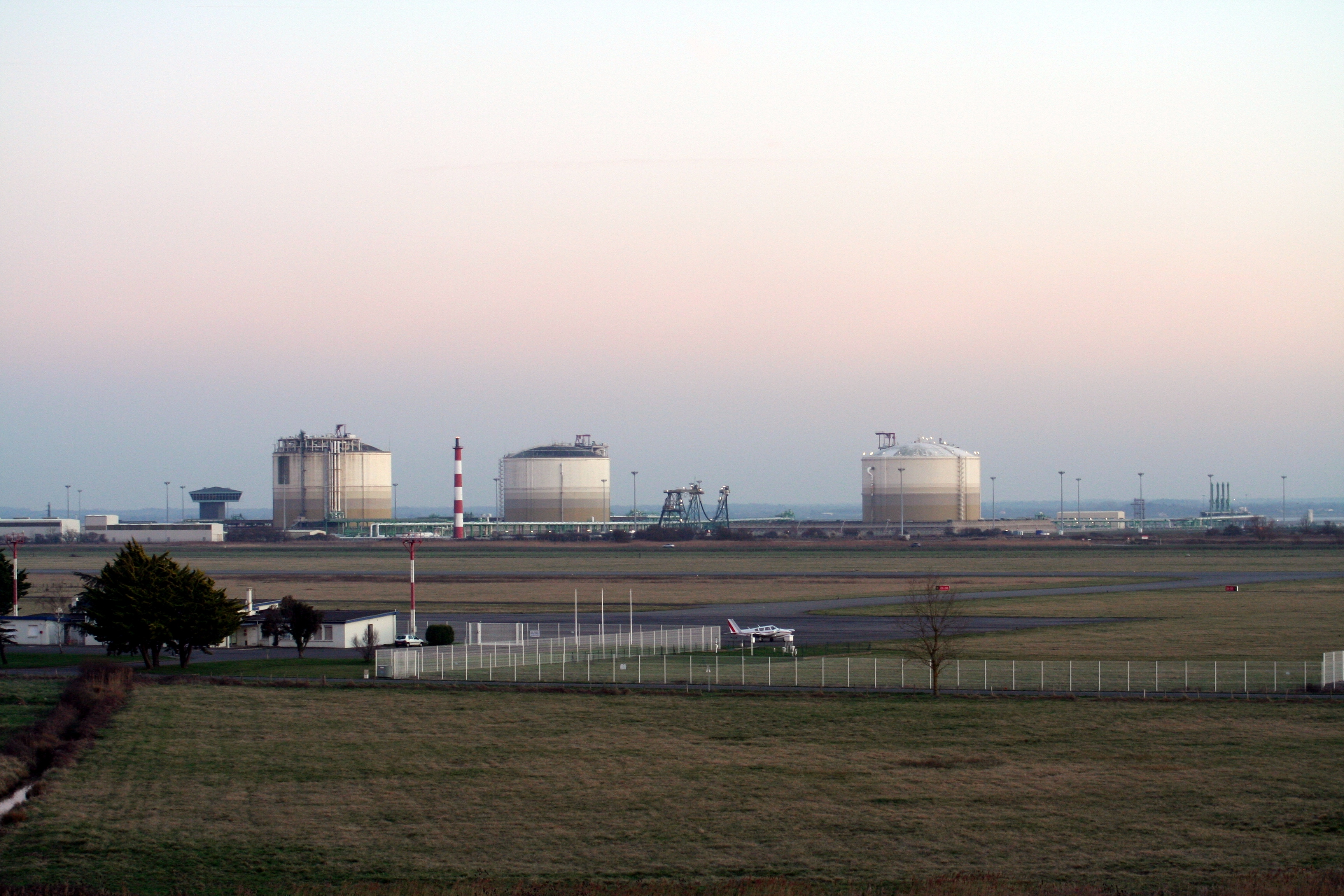
Vue du terminal méthanier de Montoir-de-Bretagne.

## Caractéristiques
- Mise en service en 1980[3] ;
- 3 réservoirs de GNL d'une capacité totale de 360 000 m3 ;
- 2 appontements ;
- capacité de regazéification de 10 000 000 000 m3 par an[4]
- 2 baies de chargement camions GNL

## Histoire
En novembre 2009, le terminal reçoit son premier navire de type Q-Flex (en). Il s'agit alors du plus gros navire méthanier reçu en France avec une cargaison de près de 216 000 m3  de GNL.
En mai 2012, le terminal reçoit le 100e navire méthanier différent, ce qui constitue un record dans le monde du GNL puisque cela représente un quart de la flotte mondiale de navires méthaniers.
En Août 2013, première mondiale avec le transbordement direct navire à navire entre deux grands méthaniers. 
Octobre 2020, première escale d'un Q-Max, le plus grand navire méthanier au monde ; Le navire Al Mayeda en provenance du Qatar avec sa cargaison de 267 000 m3 de GNL.  